# Boboșevo
Boboșevo (în bulgară Бобошево) este un oraș în Obștina Boboșevo, Regiunea Kiustendil, Bulgaria, pe latura sud-vestică a masivului Rila, străbătut de râul Struma.

## Demografie
Componența etnică a orașului Boboșevo
     Bulgari (97,54%)
     Nicio identificare (2,21%)
     Altele (0,65%)
La recensământul din 2011, populația orașului Boboșevo era de 1.221 locuitori. Din punct de vedere etnic, majoritatea locuitorilor (97,54%) erau bulgari. Pentru 2,21% din locuitori nu este cunoscută apartenența etnică.